# 몽세라 카바예
문세라트 카발례 이 폴크(카탈루냐어: Montserrat Caballé i Folch, 1933년 4월 12일 ~ 2018년 10월 6일) 혹은 스페인어 발음의 몽세라 카바예는 스페인의 오페라 소프라노였다. 그녀는 다양한 역할을 불렀지만 베르디의 작품과 벨칸토 레퍼토리, 특히 로시니, 벨리니, 도니체티의 작품을 대표하는 사람으로 가장 잘 알려져 있다. 1965년 카네기 홀에서 도니체티의 루크레치아 보르지아 공연에 참가해 오페라 극장을 찾았다. 그녀의 목소리는 목소리 음영과 정교한 셈여림표의 뛰어난 통제력으로 순수하지만 강력한 것으로 묘사되었다.